# دورن هورن
دورن هورن (به لاتین: Dürrenhorn) یک کوه در سوئیس است که در کانتون وله واقع شده‌است. دورن هورن ۴٬۰۳۵ متر بالاتر از سطح دریا واقع شده‌است.